# Puerto Colombia (kommun i Atlántico, lat 11,02, long -74,88)
Puerto Colombia är en kommun i Colombia.   Den ligger i departementet Atlántico, i den norra delen av landet, 700 km norr om huvudstaden Bogotá. Antalet invånare är 27 837. Arean är 93 kvadratkilometer.
Terrängen i Puerto Colombia är platt.